# American IV: The Man Comes Around
American IV: The Man Comes Around je četvrti album Johnnyja Casha objavljen u American seriji 2002. Većina pjesama su obrade koje Cash izvodi u svom asketskom stilu, uz pomoć producenta Ricka Rubina. Na primjer, Rubin je za pjesmu "Personal Jesus" zamolio gitarista Red Hot Chili Peppersa Johna Frusciantea da prepravi akustičnu verziju pjesme Martina Gorea, koja je uključivala jednostavni akustični rif koji je doveo pjesmu u formu bluesa. Casha su na pratećim vokalima pomagali mnogi glazbenici kao što su Fiona Apple, Nick Cave i Don Henley. American IV bio je posljednji album koji je Cash objavio za svog života. Bio je i prvi album koji je dosegao zlatnu nakladu (prodavši se u više od 500 tisuća primjeraka) u trideset godina.
Spot za "Hurt", pjesmu Trenta Raznora iz Nine Inch Nailsa iz 1994., nominiran je 2003. u sedam kategorija na dodjeli MTV-jevih glazbenih video nagrada, a osvojio je nagradu za najbolju fotografiju. U veljači 2003., nekoliko dana prije svog 71. rođendana, Cash je osvojio Grammy za najbolju mušku vokalnu izvedbu za "Give My Love To Rose", pjesmu koju je originalno snimio krajem pedesetih. Spot za "Hurt" je osvojio i Grammy za najbolji kratki video 2004.
Frontmen Nine Inch Nailsa Trent Raznor priznao je kako je isprva bio "polaskan", ali i zabrinut da je "ideja (da će Cash obraditi "Hurt") zvučala pomalo štosna", ali kad je čuo pjesmu i prvi put vidio spot, Reznor je rekao kako je bio duboko dirnut te je shvatio kako je Cashova obrada prelijepa i smislena. Kasnije je rekao u intervjuu, "Upravo sam izgubio djevojku, jer pjesma više nije moja."

## Popis pjesama
| 1.    | »The Man Comes Around«                | Johnny Cash                | 4:26 |
| 2.    | »Hurt«                                | Trent Reznor               | 3:38 |
| 3.    | »Give My Love to Rose«                | Johnny Cash                | 3:28 |
| 4.    | »Bridge Over Troubled Water«          | Paul Simon                 | 3:55 |
| 5.    | »I Hung My Head«                      | Sting                      | 3:53 |
| 6.    | »The First Time Ever I Saw Your Face« | Ewan MacColl               | 3:52 |
| 7.    | »Personal Jesus«                      | Martin Gore                | 3:20 |
| 8.    | »In My Life«                          | John Lennon/Paul McCartney | 2:57 |
| 9.    | »Sam Hall«                            | Tex Ritter                 | 2:40 |
| 10.   | »Danny Boy«                           | Frederick Weatherly        | 3:19 |
| 11.   | »Desperado«                           | Glenn Frey/Don Henley      | 3:13 |
| 12.   | »I'm So Lonesome I Could Cry«         | Hank Williams              | 3:03 |
| 13.   | »Tear Stained Letter«                 | Johnny Cash                | 3:41 |
| 14.   | »Streets of Laredo«                   | Narodna                    | 3:33 |
| 15.   | »We'll Meet Again«                    | Charles/Parker             | 2:58 |
| 51:55 |                                       |                            |      |

### Bonus pjesme s LP izdanja
Objavljene su razne verzije albuma. Neke uključuju CD s intervjuom ili DVD s spotom za "Hurt." Vinilno izdanje albuma sadrži malo izmijenjeni popis pjesama i dvije bonus pjesme koje su kasnije objavljene na box setu Unearthed:
- "Wichita Lineman" (Jimmy Webb)
- "Big Iron" (Marty Robbins)

## Izvođači
- Johnny Cash - vokali, gitara, akustična gitara, aranžer, adaptacija
- Don Henley - bubnjevi, klavijature, vokali
- Fiona Apple - vokali
- Nick Cave - vokali
- Mike Campbell, John Frusciante, Randy Scruggs - akustična gitara, gitara
- Thom Bresh, Jeff Hanna, Kerry Marx, Marty Stuart - akustična gitara
- Smokey Hormel - akustična gitara, slide gitara, gitara
- Jack Clement - dobro
- Joey Waronker - bubnjevi
- David Ferguson - ukulele, tehničar, miksanje
- Laura Cash - gusle, pomoćni producent
- Terry Harrington - klarinet
- Benmont Tench - orgulje, klavir, harmonium, klavijature, melotron, vibrafon, cjevaste orgulje
- Roger Manning - klavir, melotron, orkestralna zvona
- Billy Preston - klavir, klavijature

## Ljestvice
Album - Billboard (Sjeverna Amerika)
| Godina | Ljestvica      | Pozicija |
| ------ | -------------- | -------- |
| 2002.  | Country albumi | 2        |
| 2002.  | Pop albumi     | 22       |

## Korištenje na televiziji i filmu
- "The Man Comes Around" je korištena tijekom uvodne sekvence remakea Zore živih mrtvaca iz 2004., kao i završnim scenama HBO-ve miniserije Generation Kill iz 2008.
- "Hurt" je korištena u tribute spotu pokojnog profesionalnog hrvača Eddieja Guerrera koji je umro od infarkta krajem 2005.
- "Hurt" se pojavljuje tijekom odjavne špice 8. epizode 3. sezone serije Smallville.
- "I Hung My Head" svira tijekom završne epizode 6. sezone serije The Shield.
- "The Man Comes Around" je korištena i u odjavnoj špici filma Lovina iz 2003.
- "The Man Comes Around" uvrštena je na završetak prve sezone serije Terminator: Kronike Sarah Connor.
- "Hurt" je korištena 2008. u dokumentarcu o Amy Winehouse.